# Nouvel hôtel de ville d'Ostrava
 (octobre 2021).
Le nouvel hôtel de ville d'Ostrava est le plus important et le plus grand complexe d'hôtel de ville de l'entre-deux-guerres en République tchèque. Il possède également une horloge et une tour d'observation de style moderniste tchèque, la plus haute de l'époque . Il est situé juste à l'extérieur de la vieille ville, sur la rive gauche de la rivière Ostravice, sur Sokolska Trida.

## Histoire
En 1923, les architectes Kolář & Rubý participèrent au concours pour la construction d'un nouvel hôtel de ville. Le jury a choisi Vladimír Fischer (1870-1947) comme la meilleure proposition, mais a suggéré qu'ils élaborent ensemble le projet final . Le design est passé de plus traditionnel et classique à stylisé, illustrant l'influence croissante du modernisme. Les travaux de construction ont commencé en novembre 1924 et le projet a été achevé en 1930. Le jeune architecte Karel Kotas s'est vu confier la direction de la construction. Le bâtiment, d'un coût total de 52 millions de couronnes, a été inauguré le 28 octobre 1930 à l'occasion de la fête nationale de la République tchécoslovaque.
En raison de l'instabilité du sous-sol, au lieu de la lourde tour de maçonnerie prévue, une structure légère en acier revêtue de cuivre et de verre a finalement été adoptée. La tour mesure 85,6 mètres de haut, la plus haute pour un hôtel de ville en République tchèque à l'époque . L'horloge de la tour pèse plus d'une demi-tonne et son cadran mesure 3,5 m de diamètre. Dans la tour il y a un centre d'information et une terrasse panoramique à 73 m . 
Le nouvel hôtel de ville est également le plus grand complexe municipal du pays, avec des ailes de chaque côté entourant une grande place. La partie nord devait abriter l'administration du comté, avec des fonctions municipales dans l'aile sud. La place a changé de nom à plusieurs reprises, commençant par la place Jan Prokes, après celle de maire d'Ostrava, la place VŘSR pendant la période socialiste et la place Prokeš à nouveau à partir de 1989. Une statue du premier président de la Tchécoslovaquie Tomáš Masaryk était à l'origine prévue au centre, mais n'a pas eu lieu. En 1999, une statue d'Icare de 3,5 m de haut a été dévoilée.
L'architecture est stylisée classique, avec de simples piliers verticaux avec un simple toit de cuivre aux ailes flanquantes de trois étages. La façade à quatre étages de la section principale est plus élaborée, avec une entrée en portique à arcades soutenant une terrasse, surmontée de quatre pilastres pleine hauteur, surmontée de quatre statues en bronze de 3,2 m de haut de Václav Mach qui symbolisent les quatre fonctions de la ville : exploitation minière, commerce, science et métallurgie. 
Dans l'aile sud du bâtiment se trouve un ascenseur paternoster, l'un des derniers d'Ostrava. L'intérieur de la section publique est tapissé de marbre, d'acajou et d'autres bois rares. Le vestibule et l'escalier principal sont revêtus de pierre à motifs, avec un luminaire en laiton des années 1970. À l'étage supérieur, il y a une grande salle de réunion, la salle de réunion du Conseil et un bureau pour le maire d'Ostrava, bordé de bois précieux, avec des luminaires et des meubles d'origine moderniste.